# Alessa Ries
Alessa Ries (1981) es un deportista alemán que compitió en natación. Ganó una medalla de oro en el Campeonato Europeo de Natación de 2002 y una medalla de bronce en el Campeonato Europeo de Natación en Piscina Corta de 2001.

## Palmarés internacional
| Campeonato Europeo                  | Campeonato Europeo | Campeonato Europeo | Campeonato Europeo |
| Año                                 | Lugar              | Medalla            | Prueba             |
| ----------------------------------- | ------------------ | ------------------ | ------------------ |
| 2002                                | Berlín (Alemania)  | Medalla de oro     | 4 × 200 m libre    |
| Campeonato Europeo en Piscina Corta |                    |                    |                    |
| Año                                 | Lugar              | Medalla            | Prueba             |
| 2001                                | Amberes (Bélgica)  | Medalla de bronce  | 200 m libre        |